# Samplitude
Samplitude est un système audio-numérique (en anglais : DAW, pour digital audio workstation). Créé en 1990 par deux allemands, il fonctionnait à l'époque sur Amiga, accompagné de sa solution hardware (interface son, à l'image d'un Protools HD aujourd'hui).

## Historique
Créé en 1990, la première version commerciale de Samplitude a vu le jour en 1992. Il s'agissait d'un éditeur d'échantillons avec traitement audio 24 bits pour la plateforme Amiga. En 1993, la version « Samplitude Pro II » permettait déjà l'enregistrement sur disque dur.
Il a été un des premiers logiciels pouvant transformer un ordinateur en magnétophone multipistes, avec l'avantage de travailler en 32 bits virgule flottante. Un des premiers aussi à proposer le travail en édition non destructive, et à intégrer des réverb à convolution. Dans ses débuts, Samplitude était livré avec ses propres cartes de son de marque Sek'D qui étaient fabriquées par RME pour Sek'D et Marian.
À partir de la version 4.0, Samplitude est devenu un logiciel indépendant, capable d'utiliser des cartes son Direct X. Mettant fin à toute logique d'association spécifique entre le matériel et le logiciel. Quelque temps plus tard, Samplitude proposera la possibilité de raccorder des cartes son au format ASIO, simultanément à la compatibilité avec les plugins au format VST de Steinberg.

## Fonctionnalités
Son fonctionnement par "objet" ouvre de grandes possibilités : attribuer des traitements DSP temps réels, internes ou Plug-Ins DirectX ou VST à des "objets audio" en plus des effets et traitements déjà insérés dans la table de mixage ; ceci permet d'intégrer un nombre illimité de fonctions en consommant le moins possible de ressources.
Se sont ajoutées depuis des fonctions MIDI (y compris un éditeur de partitions), ce qui, avec les plug-ins intégrés, permet la réalisation complète d'un album, mastering et  gravure compris.
Il existe en plusieurs versions, de la version LE allégée afin d'être accessible à tous, jusqu'à Sequoïa version complète pouvant travailler en réseau sur la même session, et intégrant un moteur vidéo.